# Старая турецкая бухта
Старая турецкая бухта — замерзающая бухта вытянутой дугообразной формы на северном берегу Таганрогского залива Азовского моря. Расположена в черте города Таганрога и села городского типа Петрушино. Бухта входит в материк на 1,25 км, ширина входа в бухту составляет 5,8 км. На её северном побережье находится центральный городской пляж, занимающий 2,4 км береговой линии.

## История

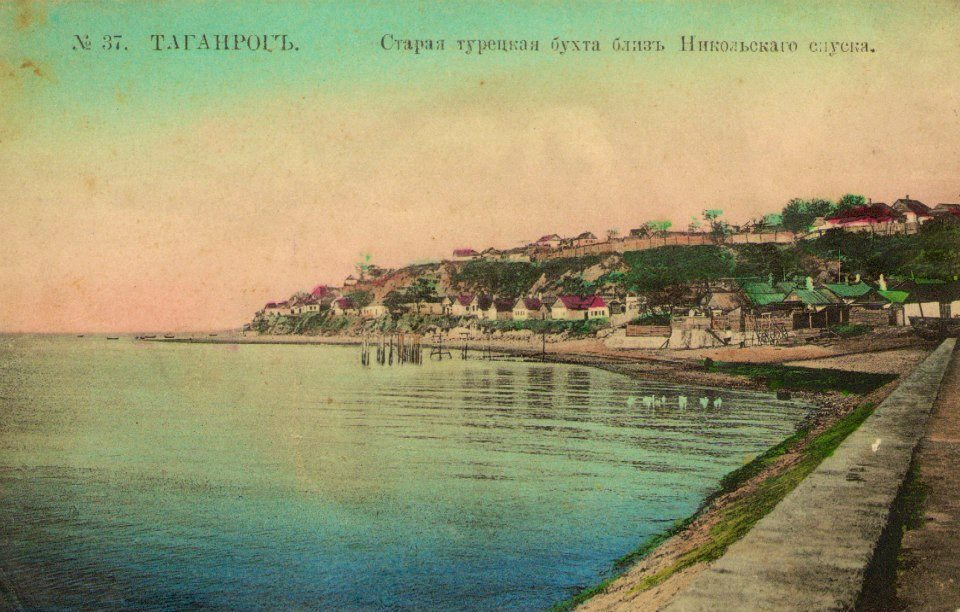
Старая турецкая бухта на дореволюционной открытке

Археологические находки, обнаруженные на побережье, которое примыкает к бухте, говорят о том, что на этой территории находились поселения как с византийской культурой в эпоху греко-римской колонизации, так и в средневековье (XI-XIII вв). 27 июля 1696 года здесь высадился Пётр I с целью оценки возможности строительства крепости на Таганрогском мысу. Территория, прилегающая к бухте, долгое время называлась Адмиралтейской слободкой, где в конце XVIII века располагались флагманский дом, портовая контора и различные мастерские. В 1920 годах крупными рыбопромышленниками П. М. Рочеговым, А. К. Мартовицким и А. И. Боудоном на берегу бухты были организованы рыболовецкие артели. В 1930-х годах на их базе открылся таганрогский рыбоперерабатывающий завод.